# وتوریه کوروستلی
وتوریه کوروستلی (به لاتین: Vtorye Korosteli) یک منطقهٔ مسکونی در روسیه است که در سرزمین آلتای واقع شده‌است.